# Pequeña Kinmen
Pequeña Kinmen (en chino: 小金門 también llamada Pequeña Quemoy) es el nombre común con el que se conoce a una isla y municipio (Municipio de Lieyu; 烈嶼鄉 ) que está situada al suroeste de la isla principal de Kinmen (Quemoy; 金門島) entre Kinmen y Xiamen. Se encuentra fuera de la boca del río Jiulong en la parte continental de China y en el interior del puerto de Xiamen. La distancia desde la parte continental de China en el punto más cercano está a sólo 5000 metros lo que la sitúa en una posición muy estratégica.
La República Popular de China reclama como parte del Condado de Kinmen (Condado de Jinmen en pinyin) como parte de la prefectura de Quanzhou en la provincia de Fujian. La isla es actualmente administrada por el gobierno de la República de China (Taiwán).
Lieyu también administra las islas de Dadan (大擔) y Erdan (二擔), a 5 y 6 kilómetros, respectivamente, al suroeste.